# Gripe porcina

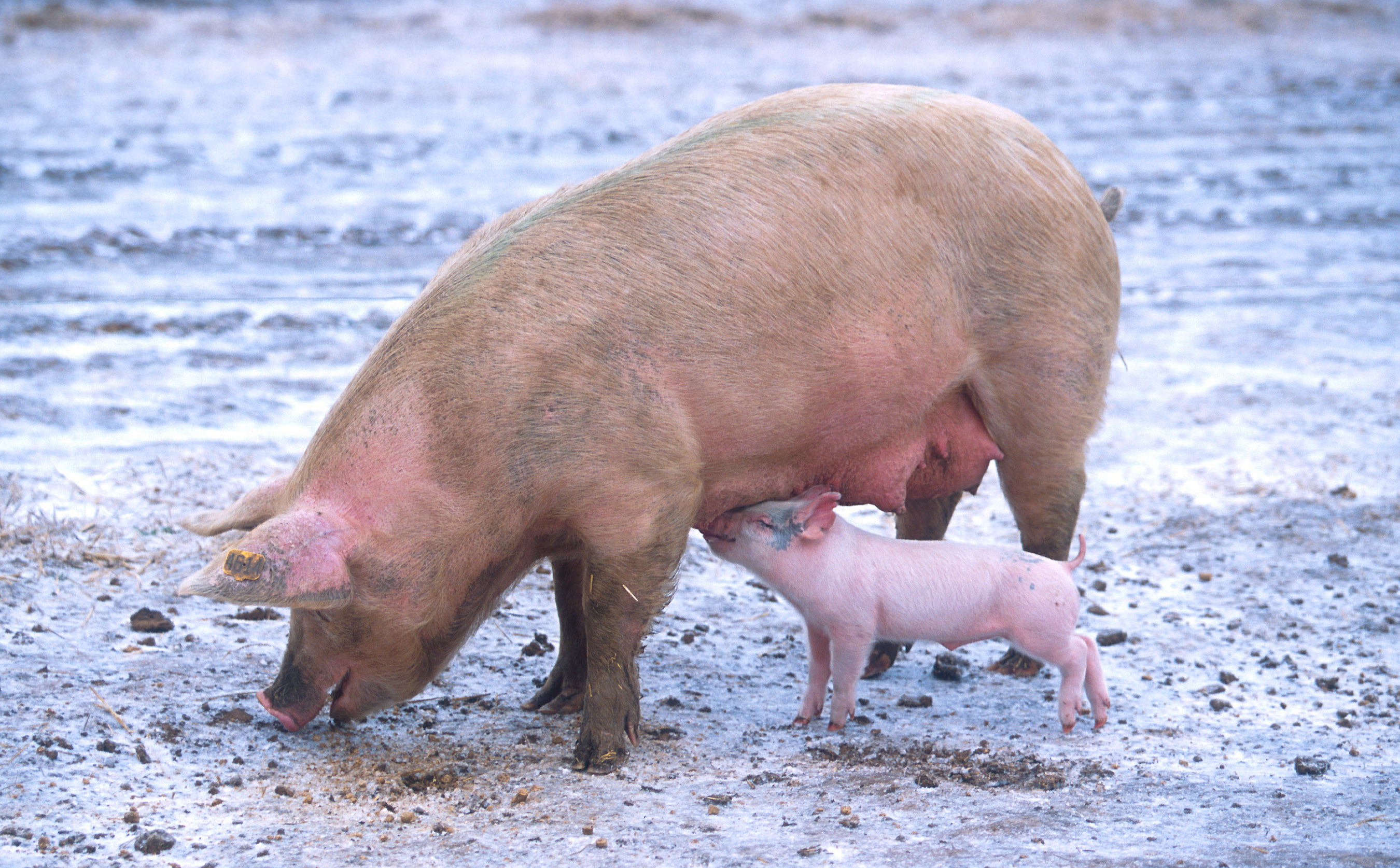
La gripe porcina es una enfermedad vírica que ataca a los porcinos, pero ocasionalmente se transmite a los seres humanos.

La gripe porcina (también conocida como influenza porcina o gripe del cerdo) es una enfermedad infecciosa causada por cualquier virus perteneciente a la familia Orthomyxoviridae y que es endémica en poblaciones porcinas. Estas cepas virales, conocidas como virus de la influenza porcina o SIV (por las siglas en inglés de «swine influenza viruses») han sido clasificadas en Influenzavirus C o en alguno de los subtipos del género Influenzavirus A (siendo las cepas más conocidas H1N1, H3N2, H3N3 —aislada en Quebec— y H1N2 —aislada en Japón y Europa).
Aunque la gripe porcina no afecta con regularidad a la población humana, existen casos esporádicos de infecciones en personas. Generalmente, estos casos se presentan en quienes trabajan con aves de corral y/o con cerdos, especialmente los sujetos que se hallan expuestos intensamente a este tipo de animales, y tienen mayor riesgo de infección en caso de que estos porten alguna cepa viral que también sea capaz de infectar a los humanos. Esto se debe a que los SIV pueden mutar y adicionalmente, mediante un proceso denominado reclasificación, adquirir características que permiten su transmisión entre personas. Además, tienen la capacidad de modificar su estructura para impedir que las defensas de un organismo tengan siempre la misma eficacia, ocasionando que los virus ataquen de nuevo con un mayor efecto nocivo para la salud.
Es importante destacar que la pandemia de gripe A (H1N1) de 2009-2010 en seres humanos, a la cual se le conoció popularmente como gripe porcina o influenza porcina, aparentemente no fue provocada por un virus exclusivo de porcinos (el cual es el ámbito de este artículo). Su causa fue una nueva cepa de virus de gripe A H1N1 que contenía material genético combinado de una cepa de virus de gripe humana, una cepa de virus de gripe aviaria, y dos cepas separadas de virus de gripe porcina. Los orígenes de esta nueva cepa fueron considerados como desconocidos a finales de abril de 2009 por parte de la Organización Mundial de Sanidad Animal (OIE), aunque pocos días después, el 4 de mayo, dicha organización informó que esta cepa fue aislada de cerdos en Canadá, aparentemente producto de un contagio a partir de un ser humano infectado.

## Historia

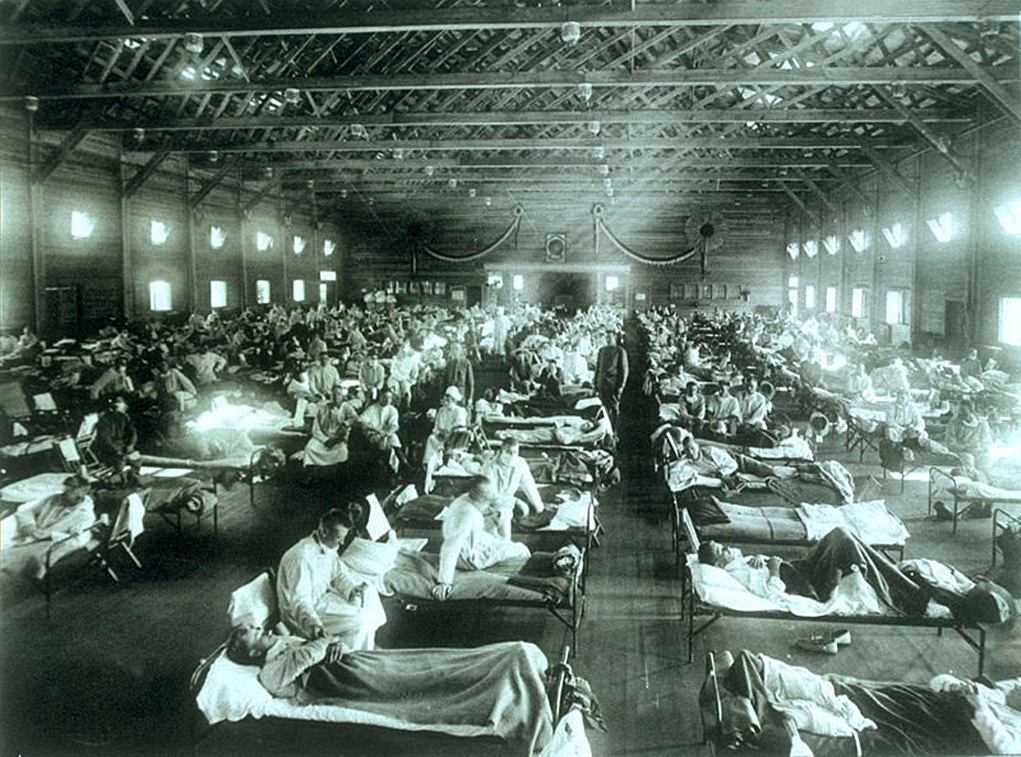
Hospital militar durante la pandemia de gripe española.

El virus influenza AH1N1 es uno de los descendientes de la gripe española que causó una pandemia devastadora en la humanidad durante el periodo 1918–1919. Tras la finalización de la pandemia el virus persistió en cerdos, y con ello, los descendientes del virus de 1918 han circulado en seres humanos durante todo el transcurso del siglo XX, contribuyendo a la aparición normal de gripe estacional anualmente. Sin embargo, la transmisión directa de cerdos a humanos es bastante rara, pues sólo 12 casos se han demostrado en los Estados Unidos desde el 2005 hasta la reaparición en el 2009.
El virus de la gripe ha sido considerado uno de los más esquivos conocidos hasta ahora por la ciencia médica, debido a sus transformaciones constantes para eludir los anticuerpos protectores que se han desarrollado tras exposiciones previas a gripes o vacunas. Cada dos o tres años, el virus sufre algunos cambios menores. Sin embargo, aproximadamente cada decenio, luego de que una gran parte de la población mundial ha logrado algún nivel de resistencia a estos cambios menores, el virus evoluciona drásticamente, lo que le permite infectar fácilmente a grandes grupos poblacionales a través del mundo y a menudo afectando a cientos de millones de personas cuyas defensas inmunológicas no están adecuadas para resistir su embate. El virus de la gripe también es conocido por realizar pequeñas variaciones de forma en periodos muy cortos de tiempo. Por ejemplo, durante la pandemia de gripe española, la oleada inicial de la enfermedad fue relativamente leve y controlada, mientras que la segunda oleada un año después fue altamente letal.

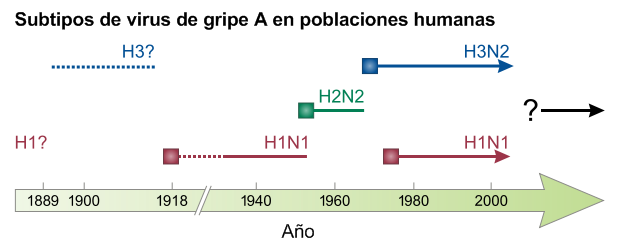
Diversos tipos de virus influenza en seres humanos. Los cuadros sólidos muestran la aparición de nuevas cepas, causantes de pandemias de influenza recurrentes. Las líneas punteadas indican la falta de certeza en la identificación de cepas.

A mediados de siglo, en 1957, una pandemia de gripe asiática infectó a más de 45 millones de personas en Norteamérica, ocasionando la muerte de 70 000 personas. En total causó casi 2 millones de muertes a nivel mundial. Once años más tarde, desde 1968 a 1969, la pandemia de gripe de Hong Kong afectó a más de 50 millones de personas causando unas 33 000 muertes y ocasionando unos $3900 millones de dólares en gastos. Según un artículo del diario estadounidense Newsday, citado por Grover Furr, profesor de la Universidad de Montclair (Nueva Jersey, EE. UU.), la CIA habría organizado la introducción del virus de la gripe porcina en Cuba en 1970, como parte de una estrategia terrorista llevada adelante contra ese país, siendo este en aquel entonces el único ejemplo comprobado de la utilización de un arma biológica por parte de una superpotencia. En 1976, unos 500 soldados se infectaron con gripe porcina en un periodo de pocas semanas. Sin embargo, al final de ese mes, los investigadores encontraron que el virus había "desaparecido misteriosamente", literalmente. Durante el transcurso de un año promedio en un país como los Estados Unidos, hay aproximadamente 50 millones de casos de gripe "normal", que provocan la muerte de unas 36 000 personas. La mayoría de los pacientes afectados forman parte de grupos en riesgo como personas extremadamente jóvenes o ancianas, enfermos y mujeres embarazadas, siendo un gran porcentaje de las muertes producto de complicaciones derivadas como neumonías.
Investigadores médicos de todo el planeta han admitido que los virus de gripe porcina podrían mutar en algo tan letal como la pandemia de gripe de 1918 y están vigilando cuidadosamente el último brote de gripe porcina de 2009 en aras de crear un plan de contingencia ante una posible e inminente pandemia global. Muchos países han tomado medidas de precaución y educación para reducir las posibilidades de que esto ocurra.

## Signos y síntomas

### En porcinos

Síntomas principales de la gripe porcina en cerdos.

Los animales pasan por un cuadro respiratorio caracterizado por tos, estornudos, temperatura basal elevada, descargas nasales, letargia, dificultades respiratorias (frecuencia de respiración elevada además de respiración bucal) y apetito reducido. En algunos casos pueden producirse abortos en hembras grávidas. La excreción nasal del virus puede aparecer aproximadamente a las 24 horas de la infección. Las tasas de morbilidad son altas y pueden llegar al 100 por ciento, aunque la mortalidad es bastante baja y la mayor parte de los cerdos se recuperan tras unos 5 o 7 días tras la aparición de los síntomas. Sin embargo, la exacerbación de la enfermedad puede producir pérdida de peso y deficiencias en el crecimiento, causando pérdidas económicas a los criadores, ya que los cerdos infectados pueden perder hasta 5.5 kilogramos de peso en un periodo de 3 a 4 semanas.
La transmisión de la enfermedad se realiza por contacto a través de secreciones que contengan el virus (a través de la tos o el estornudo, así como por las descargas nasales).

### En seres humanos

Síntomas de la gripe porcina en seres humanos.

La gripe porcina infecta a algunas personas cada año, y suele encontrarse en aquellos que han estado en contacto con cerdos de forma ocupacional, aunque también puede producirse transmisión persona a persona. Los síntomas en seres humanos incluyen: aumento de secreción nasal, tos, dolor de garganta, fiebre alta, malestar general, pérdida del apetito, dolor en las articulaciones, vómitos, diarrea y, en casos de mala evolución, desorientación, pérdida de la conciencia y, ocasionalmente, la muerte.

## Fisiopatología
Los virus de influenza se enlazan mediante hemaglutinina en residuos de azúcares de ácido siálico en las superficies de las células epiteliales; típicamente en la nariz, garganta y pulmones de mamíferos o en el intestino de las aves.

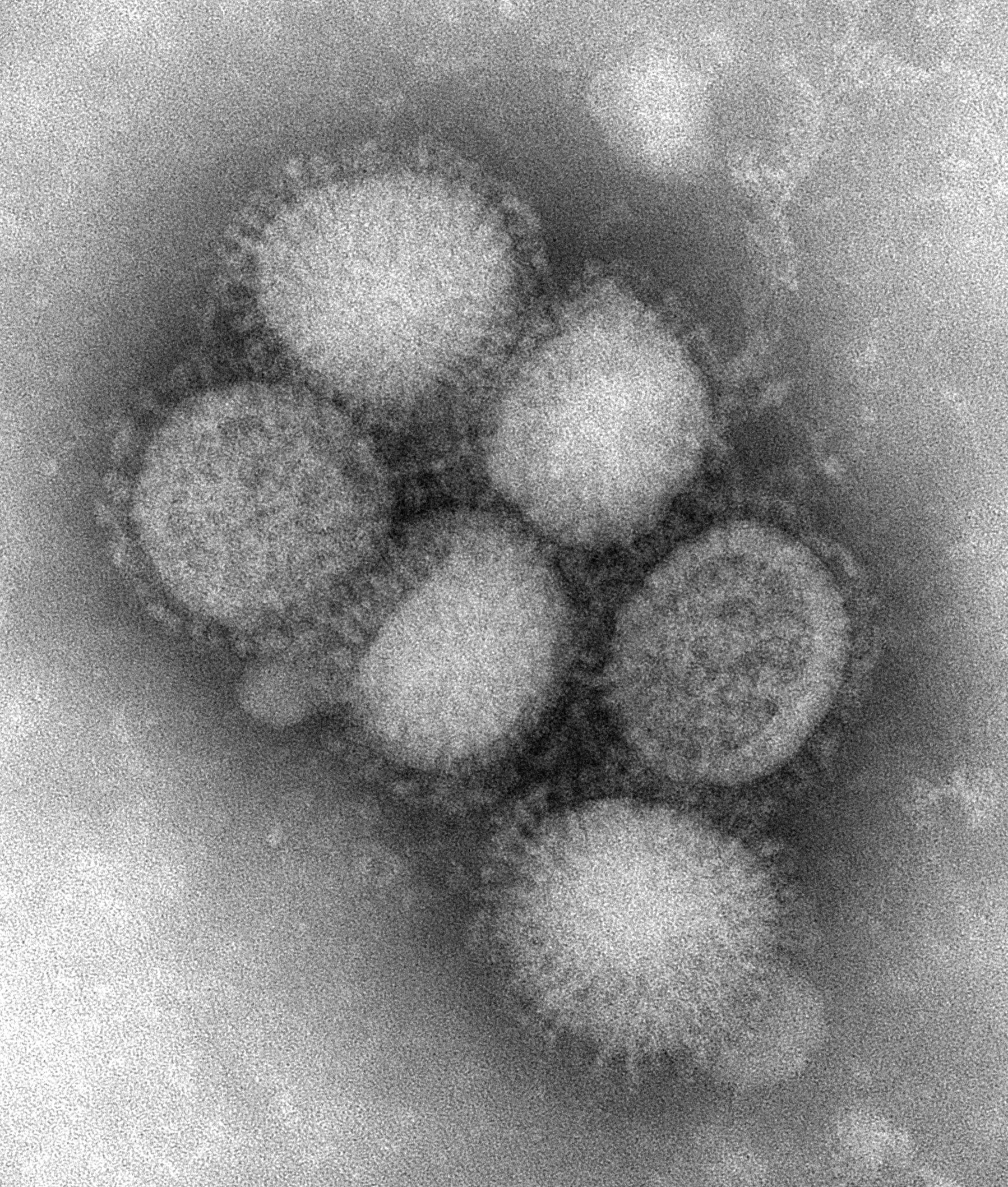
Imagen de microscopía electrónica del virus H1N1. Estos virus tienen aproximadamente 80–120 nanómetros de diámetro.

### La gripe porcina en el cuerpo humano
Las personas que trabajan con aves de corral y cerdos, en especial los que se exponen durante periodos prolongados, tienen un aumento en el riesgo de infección zoonótica con virus de gripe endémicos para estos animales, y constituyen una población de huéspedes humanos en los que eventualmente pudiera ocurrir una mutación por reordenamiento genético. La transmisión de gripe de cerdos a humanos con trabajos que tienen que ver con porcinos se documentó en un pequeño estudio de vigilancia realizado en el 2004 por la Universidad de Iowa. Este y otros estudios forman la base de la recomendación para las personas con esta clase de trabajos (que involucren la manipulación de cerdos), quienes deberían ser objeto de mayor vigilancia epidemiológica. El brote de gripe H1N1 de 2009 fue causado por un reordenamiento de varias cepas de virus H1N1, incluidas una humana, una aviaria y dos porcinas.

### Interacción con el virus H5N1
El virus de la gripe aviaria H3N2 es endémico para poblaciones de cerdos en China y se ha detectado también en Vietnam, aumentando las preocupaciones sobre la emergencia de nuevas cepas variantes. Se ha encontrado que los cerdos pueden ser portadores de virus de la gripe aviaria y de humanos, los cuales pueden combinarse (por ejemplo, intercambio de genoma homólogo mediante reordenación genética de subunidades) con el virusH5N1, haciendo un traspaso de genes y mutando en una nueva forma que podría transmitirse fácilmente entre humanos.
En agosto de 2004, investigadores chinos hallaron la cepa H5N1 en cerdos. En el 2005 se descubrió que el H5N1 podría infectar hasta la mitad de la población porcina en algunas áreas de Indonesia, aunque sin causar sintomatología.[cita requerida] Chairul Nidom, virólogo del centro de enfermedades tropicales en la Universidad Airlangga en Surabaya, Java Oriental, condujo una investigación independiente; se analizó la sangre de 10 cerdos aparentemente saludables y que se encontraban alojados cerca a granjas avícolas en Java Occidental donde la gripe aviaria había causado estragos. Cinco de las muestras contenían el virus H5N1. Diversos estudios clínicos realizados por el gobierno de Indonesia han encontrado resultados similares en la región. Pruebas adicionales hechas en 150 porcinos fuera de esa área mostraron ser negativos.

## Prevención
A nivel individual, las medidas de prevención son extremar medidas de higiene: no saludar de beso ni de mano, evitar lugares concurridos (metro, auditorios, escuelas, iglesias, bancos, etc.), usar tapabocas y lavarse las manos constantemente con detergente o desinfectante como alcohol (alcohol en gel, por ejemplo). En caso de presentar síntomas de gripe o temperatura elevada súbita, acudir a un hospital lo antes posible. En oficinas y cibercafés se recomienda limpiar teclados y ratones con alcohol para desinfectar y evitar una posible propagación del virus. Se puede utilizar una vacuna diseñada específicamente para el virus de gripe porcina actual AH1N1. Cualquier otra vacuna no sería efectiva y si el virus cambiase, la vacuna probablemente perdería su efectividad. La vacuna para la gripe estacional no tiene ningún valor preventivo frente a la gripe porcina del 2009. Después de la crisis de gripe aviaria de 2005, los organismos internacionales y los sistemas sanitarios se prepararon para abordar el desarrollo y producción de vacunas específicas para afrontar sin demoras una posible pandemia.
El uso de antibióticos no tiene ningún valor preventivo, es apropiado sólo en caso de infección simultánea con bacterias y bajo indicación médica.
A nivel comunitario, existen varias formas de prevenir la infección: Cubrirse la nariz y la boca con un pañuelo desechable al toser o estornudar; evitar contacto con personas enfermas; si se padece síntomas de gripe, permanecer en casa al menos 24 horas después de que la fiebre haya desaparecido, evitando el contacto con otros para no infectarles.

## Tratamiento
El tratamiento sintomático es el propio de las gripes, basado principalmente en analgésicos. Sin embargo, hay que tener en cuenta que en niños y adolescentes se considera contraindicado el uso de aspirina (ácido acetilsalicílico) en caso de infección severa por los virus A o B de la gripe (el brote de gripe porcina de 2009 es de tipo A) o por el virus de la varicela, por el riesgo de que se produzca un cuadro poco común, pero grave llamado síndrome de Reye; para los pacientes de menos de 19 años se recomienda, por ello, el uso de analgésicos alternativos como puede ser el paracetamol.
El tratamiento causal se basa en antivirales, sustancias que interfieren con la multiplicación del virus. Hay dos clases de antivirales inicialmente útiles contra la gripe, de las que una —la de los inhibidores de la enzima vírica llamada neuraminidasa— conserva la efectividad y la capacidad de evitar un desarrollo grave de la gripe cuando se necesita. Son dos las sustancias de esta clase, el oseltamivir (cuyo nombre comercial es Tamiflu), y el zanamivir (cuyo nombre comercial es Relenza).
En pruebas efectuadas con virus aislados de enfermos en México y los Estados Unidos se ha observado que el nuevo virus H1N1 es sensible a los inhibidores de la neuraminidasa, pero es resistente a los adamantanos, como la amantadina y la rimantadina.

### Vacunación porcina
Las estrategias de vacunación para el control y prevención del virus A/H1N1 en granjas porcinas incluyen típicamente el uso de muchas vacunas contra el virus bivalentes disponibles comercialmente en los Estados Unidos. De 97 cepas aisladas recientemente de H3N2, sólo 41 tenían fuertes reacciones serológicas cruzadas con antisuero a 3 de las vacunas comerciales contra SIV. Ya que la capacidad protectora de las vacunas de gripe dependen principalmente de la cercanía y similitud entre el virus de la vacuna y el virus que causa la epidemia, la presencia de variantes no reactivas del virus H3N2 sugiere que las vacunas comerciales actuales podrían no proteger efectivamente a los cerdos de infecciones por una gran mayoría de virus H3N2.

## Epidemiología: Brotes en porcinos

### Brote de 2007 en Filipinas
El 20 de agosto de 2007 se investigó la aparición de gripe porcina en la región de Nueva Écija y Luzón Central en Filipinas. Se encuentra una tasa de mortalidad menor al 10 por ciento para la gripe, si no había complicaciones como gripe porcina. El 27 de julio de 2007, el departamento Nacional de Inspección de Carnes (National Meat Inspection Service o NMIS) de Filipinas, lanzó una alerta roja para gripe porcina en Metro Manila y otras cinco regiones de Luzon luego de que se dispersara la enfermedad a granjas de cerdos en Bulacán y Pampanga, aun cuando se informó que las muestras de los animales eran negativas para el virus A/H1N1.

## Epidemiología: brotes en humanos
La gripe porcina ha sido reportada como causante de zoonosis múltiples veces en seres humanos, siendo usualmente éstas de distribución bastante limitada. La pandemia de 1918 en seres humanos se asoció inicialmente con el H1N1, reflejando la posible zoonosis del patógeno, ya fuera del cerdo a humanos o viceversa. La evidencia disponible de ese tiempo no es suficiente para resolver tal interrogante, ya que se creía originalmente que la cepa evolucionó de una mezcla de virus de la gripe porcina (al que los humanos son más susceptibles) y de la gripe aviar, en donde las dos cepas se combinaron en un cerdo infectado por ambas al mismo tiempo. En análisis posteriores en muestras de tejidos recuperados de ese año revelaron que se trataba de la mutación de un virus de gripe aviaria y que posiblemente no hubo tal combinación con virus de gripe porcina. Dicha pandemia de gripe española infectó un tercio de la población mundial (o aproximadamente 500 millones de personas en ese tiempo), y causó alrededor de 50 millones de muertes.

### Brote de 1976 en los Estados Unidos

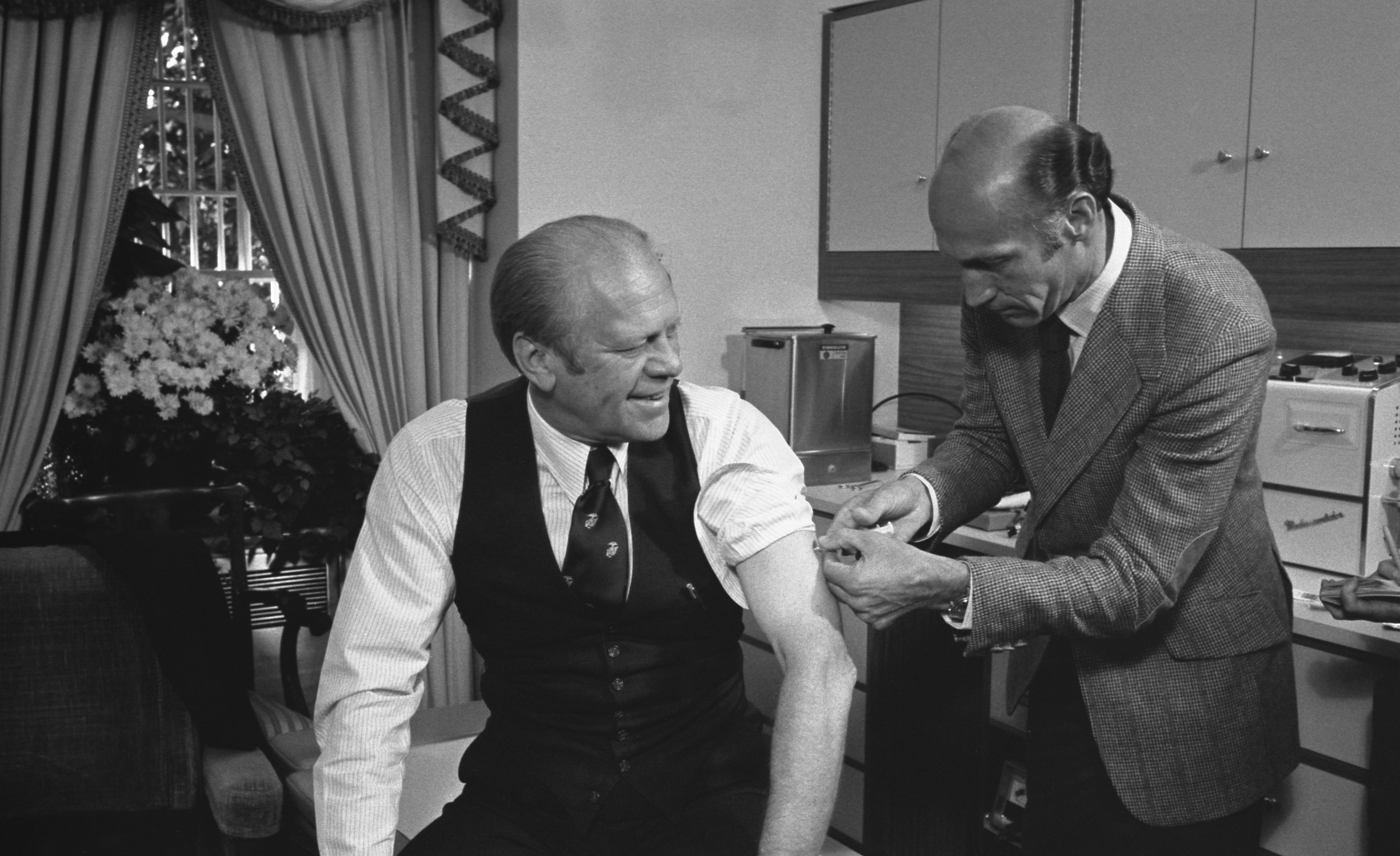
El presidente Ford recibe la vacuna contra la gripe porcina.

El 5 de febrero de 1976, un soldado recluta en Fort Dix manifestó sentirse agotado y débil. Murió al día siguiente y cuatro de sus compañeros tuvieron que ser hospitalizados. Dos semanas luego de su muerte, las autoridades de salud anunciaron que la causa de muerte fue un virus de gripe porcina, y que esa cepa específica parecía estar estrechamente relacionada con la cepa involucrada en la pandemia de gripe de 1918. El departamento de salud pública decidió tomar medidas para evitar otra pandemia de iguales proporciones, y se le notificó al presidente Gerald Ford que debía hacer que cada ciudadano de los Estados Unidos recibiera la vacuna contra la enfermedad. Aunque el programa de vacunación estuvo plagado de problemas de relaciones públicas y todo tipo de retrasos, logró vacunarse, hasta el momento de su cancelación, a un 24 por ciento de la población.
Se estima en cerca de 500 casos la aparición de síndrome de Guillain-Barré, causados probablemente por una reacción inmunopatológica a la vacuna y de los cuales 25 terminaron en muerte por complicaciones pulmonares severas. Hasta la fecha, no se han encontrado otras vacunas de la gripe vinculadas al síndrome de Guillain-Barré.

### Brote de gripe porcina de 1988
En septiembre de 1988, un virus de gripe porcina mató a una mujer en Wisconsin, Estados Unidos, para posteriormente infectar a varios cientos de personas. Barbara Ann Wieners, mujer embarazada de 32 años, tenía 8 meses de gestación cuando ella y su esposo Ed se enfermaron tras visitar una granja de cerdos en la feria del condado de Walworth. Barbara murió ocho días después, aunque los médicos lograron inducirle parto y lograron salvar a su pequeña hija antes de morir. Su esposo se recuperó satisfactoriamente.
Se reportaron numerosos casos de enfermedades similares a gripe en ferias porcinas, y se detectó que un 76 por ciento del grupo de expositores tenían niveles positivos de anticuerpos contra virus de gripe porcina, aunque no se detectaron cuadros clínicos de la enfermedad. Estudios adicionales sugieren que entre uno y tres trabajadores de la salud que tuvieron contacto con los pacientes desarrollaron enfermedad leve similar a la gripe con evidencia de anticuerpos contra virus de gripe porcina.

### Pandemia de gripe A (H1N1) de 2009-2010

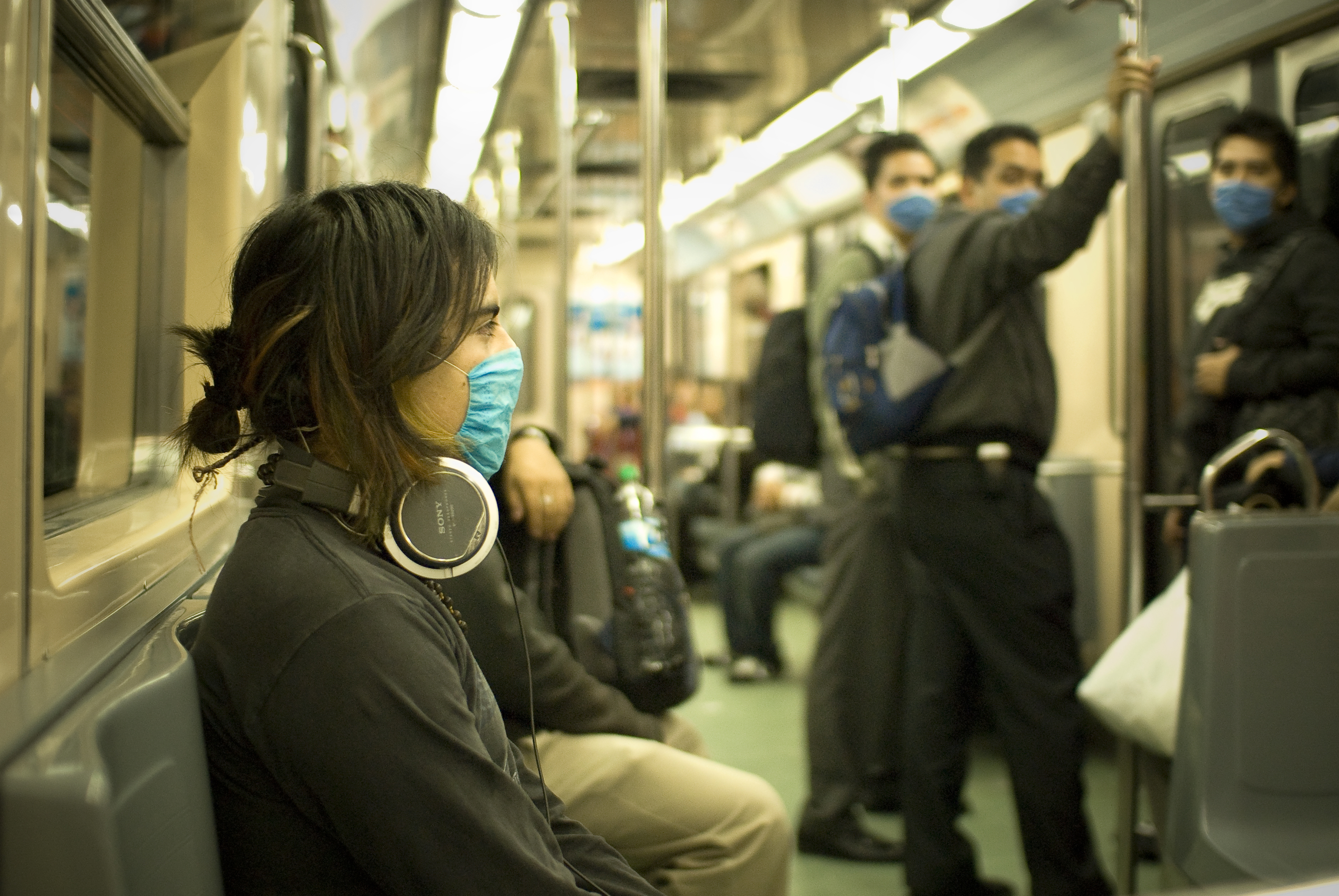
Metro de la Ciudad de México, 24 de abril de 2009: las personas con tapabocas tratan de protegerse de la epidemia de gripe porcina causada por una mutación de virus H1N1.

En abril de 2009 se detectó un brote de gripe en humanos en México, el cual causó más de 20 muertes. El primer caso se detectó el 28 de marzo, según la conferencia de prensa ofrecida el 23 de abril del 2009 por la doctora Nancy Cox. Poco después, se conoció que su causa no era debida a un virus exclusivamente porcino, sino a una nueva cepa de virus de gripe A H1N1 que contenía material genético combinado de una cepa de virus de gripe humana, una cepa de virus de gripe aviaria, y dos cepas separadas de virus de gripe porcina.
El 11 de junio de 2009 la Organización Mundial de la Salud (OMS) la clasificó como nivel de alerta seis; es decir, "pandemia en curso". Para poder clasificar una enfermedad a dicho nivel, debe verse involucrada la aparición de brotes comunitarios (ocasionados localmente sin la presencia de una persona infectada proveniente de la región del brote inicial). Sin embargo, ese nivel de alerta no define la gravedad de la enfermedad producida por el virus, sino su extensión geográfica.
El 10 de agosto de 2010 la OMS anunció el fin de la pandemia, 14 meses después y luego de haberle dado la vuelta al mundo. La pandemia tuvo una mortalidad baja, en contraste con su amplia distribución, dejando tras de sí unas 19 000 víctimas.